# Magyar Kereskedelmi Engedélyezési Hivatal
A Magyar Kereskedelmi Engedélyezési Hivatal (rövidítve: MKEH) az országos mérésügyi, mértékhitelesítési és törvényességi felügyeletet ellátó szervezet volt 2006 és 2016. december 31. között. 

## Története
A Magyar Kereskedelmi Engedélyezési Hivatalról szóló 260/2006. (XII. 20.) Korm. rendelet hozta létre. Az 1312/2016. (VI. 13.) Korm. határozat  értelmében a Magyar Kereskedelmi Engedélyezési Hivatal jogutódlással - Budapest Főváros Kormányhivatalába történő beolvadással – megszűnt és  2017. január 1. napjától Budapest Főváros Kormányhivatala szervezeti rendszerén belül folytatja szakmai tevékenységét.

## Feladatai
Jogosultságait és kötelezettségeit a mérésügyi törvény írja elő
- Mértékek (mérőeszközök és etalonok) fenntartása és őrzése
- Mértékhitelesítés és kalibrálás
- Fémjelzés (nemesfémek)
- Laboratóriumok akkreditálása
- Az ország területén használható mértékegységek kihirdetése

### Hatóságok és osztályok
- Kereskedelmi és piacfelügyeleti hatóság
  - Kereskedelmi osztály
  - Idegenforgalmi osztály
  - Közraktári felügyelet
  - Piacfelügyeleti osztály
- Haditechnikai és exportellenőrzési hatóság
  - Hadiipari és Haditechnikai külkereskedelmi osztály
  - Exportellenőrzési osztály
- Nemesfémvizsgáló és hitelesítő hatóság
  - Nemesfém engedélyezési osztály
  - Anyagvizsgálati osztály
  - Fémjelzési osztály
  - Nemesfém ellenőrzési osztály
  - Fogyasztói tájékoztató
- Műszaki felügyeleti hatóság
  - Engedélyezési osztály
  - Felügyeleti osztály
  - Szakbizottságok
- Metrológiai hatóság[2]
  - Hitelesítés
  - Felügyeleti tevékenység
  - Típusvizsgálat
  - Etalonok, mérési képességek, kalibrálás[3]
  - EK tanúsítás
  - Nemzetközi együttműködés

Főosztályok
Elektromos, Hőfizikai és Optikai Mérések Osztály
Engedélyezési és Szerencsejáték Vizsgálati Osztály
Sugárfizikai és Kémiai Mérések Osztálya
Mechanikai Mérések Osztálya

## Szerepe a mérésügy nemzetközi rendszerében
A mérésügy hierarchiájának csúcsán a Nemzetközi Súly- és Mértékügyi Hivatal áll, amely önálló metrológiai kutató- és hitelesítő laboratóriumokkal is rendelkezik. Munkájához kapcsolódik az OIML Organistation Internationale de Métrologie Légale. A 2012. évi állapot szerint 57 tagországa van. Munkájához regionális és nemzetközi szervezetek kapcsolódnak
A mérésügyben egyenrangúak a MKEH szervezetével az egyes országok mérésügyi hivatalai (alapjában véve a méteregyezmény tagországainak intézményei)
- NPL National Physical Laboratory, Nagy Britannia[7]
- NIST National Institute of Standards and Technology, Amerikai Egyesült Államok[8]
- PTB Német Szövetségi Köztársaság[9]
- METAS, Svájc[10] Metrological Accreditation Service
- LNE, Franciaország[11]
- NIM, Kínai Népköztársaság[12]
- NRC, Kanada[13]
- MNI Ausztrália[14]
- BEV Ausztria[15]
- DZM Horvátország[16]
- ČMI Cseh Köztársaság[17]
- ISIRI Irán[18]
- NSAI Írország[19]
- NPLI Izrael[20]
- MSE Olaszország[21]
- GUM Lengyelország[22]
- VNIIMSz Oroszország[23]
- BRML Románia[24]
- DMDM Szerbia[25]
- SMÚ Szlovákia[26]
- URSM Szlovénia[27]
- CEM Spanyolország[28]
- SWEDAC Svédország[29]
- STAMEQ Vietnám[30]

## Története
A szabályokért és azok megtartásért korábban a törvényhatóságoknak kellett eljárniuk (a vármegyék és a törvényhatósági jogokkal felruházott városok). Felelősségük körébe a hossz-, a terület- és az űrmérték tartozott. Ez utóbbiakat a hordójelző állomások látták el. A XIX. századtól a tömegmérés önállóan is szerepel a törvényekben. Az említett mennyiségeken kívüli, egyéb mennyiségek mértékegységei először a métertörvényben jelentek meg (1874. évi VIII. tc.): az „erőmérték” (a lóerő) és a térfogatmérték (akkori nevén: köbmérték). Az 1907. évi V. törvényben további mennyiségek mértékegysége is megjelenik: nyomás, villamos töltés, ellenállás, áram és feszültség, a hőmérséklet és a nehézségi gyorsulás.
- 1655. évi XXXI. törvény: a mázsákat, meg a száraz és folyó testek mértékeit az egész országban egyenlővé kell tenni a pozsonyival; a hegyvám beszedésénél husz év óta divatba jött felülfizetéseket a vármegyék szüntessék meg. A budai és a pozsonyi mértékeket egymásnak megfelelőnek ismeri el. A hegyvám tulajdonosok felelősek a végrehajtásért.
- 1696 Budai Mértékfelügyelő[31]
- 1715 Elhelyezik a pozsonyi városháza falán az ú.n. pozsonyi mértékrendszer, az öl (1901,9 mm) és a pozsonyi rőf (784 mm) tábláit[32]
- 1807. évi XXII. törvénycikk a mértékek és a pénzláb egyenlősítéséről[33]
- 1854 az Alsó-ausztriai (bécsi) mértékegységek kötelező előírása
- 1871 évi XVI. törvénycikk a tengeri kereskedelmi hajók köbözéséről[34]
- 1874. évi VIII. törvénycikk a métermérték behozataláról. Megalakul a Magyar Királyi Mértékügyi Bizottság.
- 1874. évi XXXI. törvénycikk a métermérték behozataláról szóló törvény keresztülvitele czéljából az 1874. évre szükséges póthitelről
- 1875. évi LVIII. törvénycikk a metermérték-törvény behozataláról szóló 1874. évi VIII. törvénycikk 16-ik szakaszának módosítása iránt
- 1876 évi II. törvénycikk a méter-mérték ügyében 1875. évi május hó 20-án Párisban kötött nemzetközi egyezmény beczikkelyezéséről
- 1891. évi VI. törvénycikk a méter-mérték behozataláról szóló 1874:VIII. tc. némely határozmányainak módositásáról[35]
- 1907. évi V. törvénycikk a mértékekről, ezek használatáról és ellenőrzéséről; a mértékügynek a magyar szent korona országainak egész területére kiterjedő egységes műszaki vezetésére Budapesten Magyar Királyi Központi Mértékügyi Intézet állíttatik fel, továbbá: A hordójelző hivatalok működése a területileg illetékes állami mértékhitelesitő hivatalok állandó felügyelete és ellenőrzése alatt áll.
- 1919 Az intézet neve megváltozik: Központi Mértékügyi Intézet
- 1936. évi XXV. törvénycikk az egészségügyi és egyéb közcélokra szolgáló méréseknél használatos mértékek, mérőeszközök és készülékek hitelesítéséről
- 1942. évi VII. törvénycikk a mértékekről, ezek használatáról és ellenőrzéséről szóló 1907. évi V. törvénycikk módosításáról
- 1948 LV. tc. méterrendszer a földnyilvántartásban
- 213/1950. (VIII. 20.) MT rendelet a hitelesítési kötelezettség alá eső mértékek, mérőeszközök és készülékek ellenőrzése tárgyában
- 293/1950. (XII. 21.) MT rendelet a mérésügyről. A Központi Mértékügyi Intézet elnevezése a jelen rendelet hatálybalépésétől kezdve: Mérésügyi Intézet
- 36/1951. (II. 4.) MT rendelet
- 73/1952. (VIII. 27.) MT rendelet az Országos Mérésügyi Hivatal létesítéséről[36][37]
- 1067/1954. (VIII. 27.) számú MT határozat az Áruraktározási Hivatal, az Országos Találmányi Hivatal és az Országos Mérésügyi Hivatal feletti főfelügyeleti jog gyakorlásáról
- 8/1976 MT rendelet a mérésügyről
- 1978. évi IV. törvény a Büntető törvénykönyvről, 295. § „Aki minőséget tanúsító okiratban jelentős mennyiségű vagy értékű áru minőségéről valótlan adatot tanúsít, bűntettet követ el és három évig terjedő szabadságvesztéssel büntetendő”
- 61/1984. (XII. 13.) MT rendelet a 8/1976 (IV. 27.) MT. rendelet módosításáról
- 1991. évi XLV. törvény a mérésügyről. Ez a törvény a mértékegységek tekintetében jelenleg is hatályos
- 2212/2006. (XII. 7.) Korm. határozat az Országos Mérésügyi Hivatal megszüntetéséről
- 260/2006. (XII. 20.) Korm. rendelet a Magyar Kereskedelmi Engedélyezési Hivatalról[38]
- 2010 320/201 (XII.27.) a Magyar Kereskedelmi Engedélyezési Hivatalról és a területi mérésügyi és műszaki biztonsági hatóságokról[39]
- 1312/2016. (VI. 13.) Korm. határozat
- 365/2016 (XI.29) Korm.sz. Budapest fővárosi Kormányhivatal kijelölése [40]